# Liv Lisa Fries
Liv Lisa Fries (født 31. oktober 1990 i Berlin) er en tysk skuespillerinde. Hun fik sit internationale gennembrud som kvindelige hovedrolle Charlotte Ritter i den tyske tv-serie Babylon Berlin fra 2017. Inden havde hun medvirket i filmen Zurich (2013), som hun modtog flere priser for.

## Karriere
Fries blev født i Berlin i 1990. Efter hun havde set Léon: The Professional i en alder af 14 år, besluttede hun, at hun ville være skuespiller, da hun var blevet meget imponeret over Natalie Portmans præstation. Hendes første rolle i Atomised (2005) (tysk: Elementarteilchen) blev klippet ud af den endelige film. Hun fik i stedet sin debut i 2006 i en episode af Schimanski, hvor hun spillede den kvindelige hovedrolle.
Hendes optræden i den tyske tv-film Sie hat es verdient som en aggressiv frustreret teenager ved navn Linda, der torturerer en af sine jævnaldrene blev rost af kritikerne og publikum. Fries udtalte, at hun begyndte at føle sig ensom og isoleret under optagelserne, ligesom den karakter hun spillede.
I 2013 medvirkede hun i den tyske tragikomedi Zurich (original titel Und morgen Mittag bin ich tot). Hun modtog kritikerros for sin præstation for sin rolle som Leo, en ung kvinde med cystisk fibrose. Ifølge Fries forberedte hun sig til rollen ved at møde personer der led af sygdommen, samt at løbe op ad trapper mens hun trak vejret gennem et sugerør.
Fries spillede en rolle i tv-serien Counterpart fra 2017.

## Privatliv
Fries var i Beijing som studerende under sin uddannelse. Efter at have taget studentereksamen i 2010 blev hun indskrevet på filosofi og litteraturvidenskab, men droppede ud igen, da hendes karriere som skuespiller gik bedre og bedre.
Udover tysk taler Freis også engelsk, fransk og mandarin.

## Udvalgt filmografi

### Film
- Die Welle (2008)
- Stronger Than Blood (2010)
- Romeos (2011)
- Zurich (2013)
- Die Präsenz (2014)
- Boy 7 (2015)
- Heil (2015)
- Lou Andreas-Salomé, The Audacity to be Free (2016). Tysksproget film om Lou Andreas-Salomé
- Rakete Perelman (2017)

### Fjernsyn
- Sie hat es verdient (2010) (tv-film)
- Polizeiruf 110 (2012) (tv-episode)
- Tatort (2014) (tv-episode)
- NSU German History X (2016) (tv-miniserie)
- Babylon Berlin (2017) (tv-serie)
- Counterpart (2017) (tv-serie)

## Hæder
- 2012: Bedste kvindelige skuespiller for Sie hat es verdient (Goldene Kamera Awards)
- 2014: Bedste kvindelige skuespiller for Zurich (Bavarian Film Awards)
- 2014: Bedste kvindelige skuespiller for Zurich (Max-Ophüls-Preis)
- 2014: Bedste kvindelige skuespiller for Zurich (Deutscher Regiepreis Metropolis)
- 2015: Bedste kvindelige skuespiller for Zurich (Preis der deutschen Filmkritik)
- 2018: Grimme-Preis for Babylon Berlin (note: samlet pris der blev givet til dem primære drivkræfter bag serien inklusive de tre hovedrolleindehavere)